# Grocholin
Grocholin – wieś pałucka w Polsce, położona w województwie kujawsko-pomorskim, w powiecie nakielskim, w gminie Kcynia.

## Podział administracyjny
W latach 1975–1998 miejscowość administracyjnie należała do województwa bydgoskiego.

## Demografia
Według Narodowego Spisu Powszechnego (III 2011 r.) liczyła 453 mieszkańców. Jest drugą co do wielkości miejscowością gminy Kcynia.

## Historia
Grocholin był wzmiankowany po raz pierwszy w roku 1384 jako Grocholyno. Nazwa wywodzi się od staropolskiego imienia Grochola lub Grochoła. W połowie XIV wieku miejscowość należała do możnego rodu Nałęczów, w XV przeszła w ręce Pałuków i być może już wtedy, podobnie jak w pobliskiej Gołańczy, istniał tu jakiś obiekt obronny.

## Zabytki
Według rejestru zabytków NID na listę zabytków wpisany jest zespół pałacowy:
- pałac, 1. połowa XIX w., nr rej.: A/1003/2 z 8.02.1993. Późnoklasycystyczny pałac zbudowano po 1836 roku. Wyremontowano został w latach 70. XX wieku.
- park, 1. połowa XIX w., nr rej.: A/1003/3 z 8.02.1993
- Dwór obronny w stylu późnorenesansowym (fortalicja) wzniesiony został na przełomie XVI i XVII w. przez Wojciecha Baranowskiego. Dwór charakteryzuje się grubymi murami, a z jego wieży, ze zwieńczeniem z XIX wieku, roztacza się rozległy widok na pałuckie wzgórza i Kcynię. Przy wejściu zachował się portal w stylu manierystycznym. Nr rej.: A/1003/1 z 31.05.1963 i z 18.12.1981.

Obiekty usytuowane są w parku krajobrazowym, ze stawami nawadnianymi przez rzekę Kcyninkę. W pobliżu położony jest rezerwat przyrody.
Na południe od wsi znajduje się grodzisko wczesnośredniowieczne z wałami o wysokości około 3 metrów i średnicy wewnętrznej kotlinki 30 metrów.

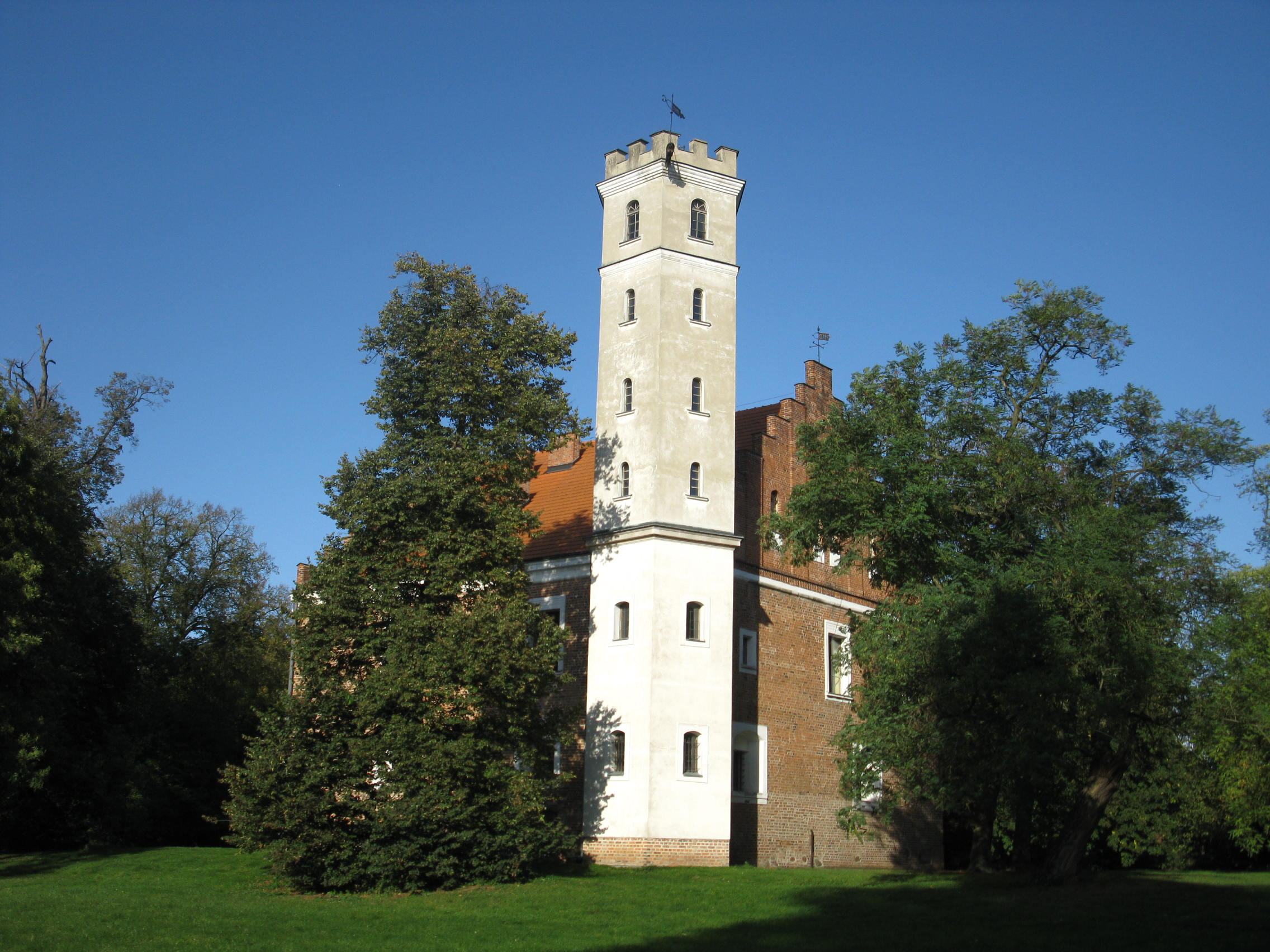
Fortalicja (dwór obronny)
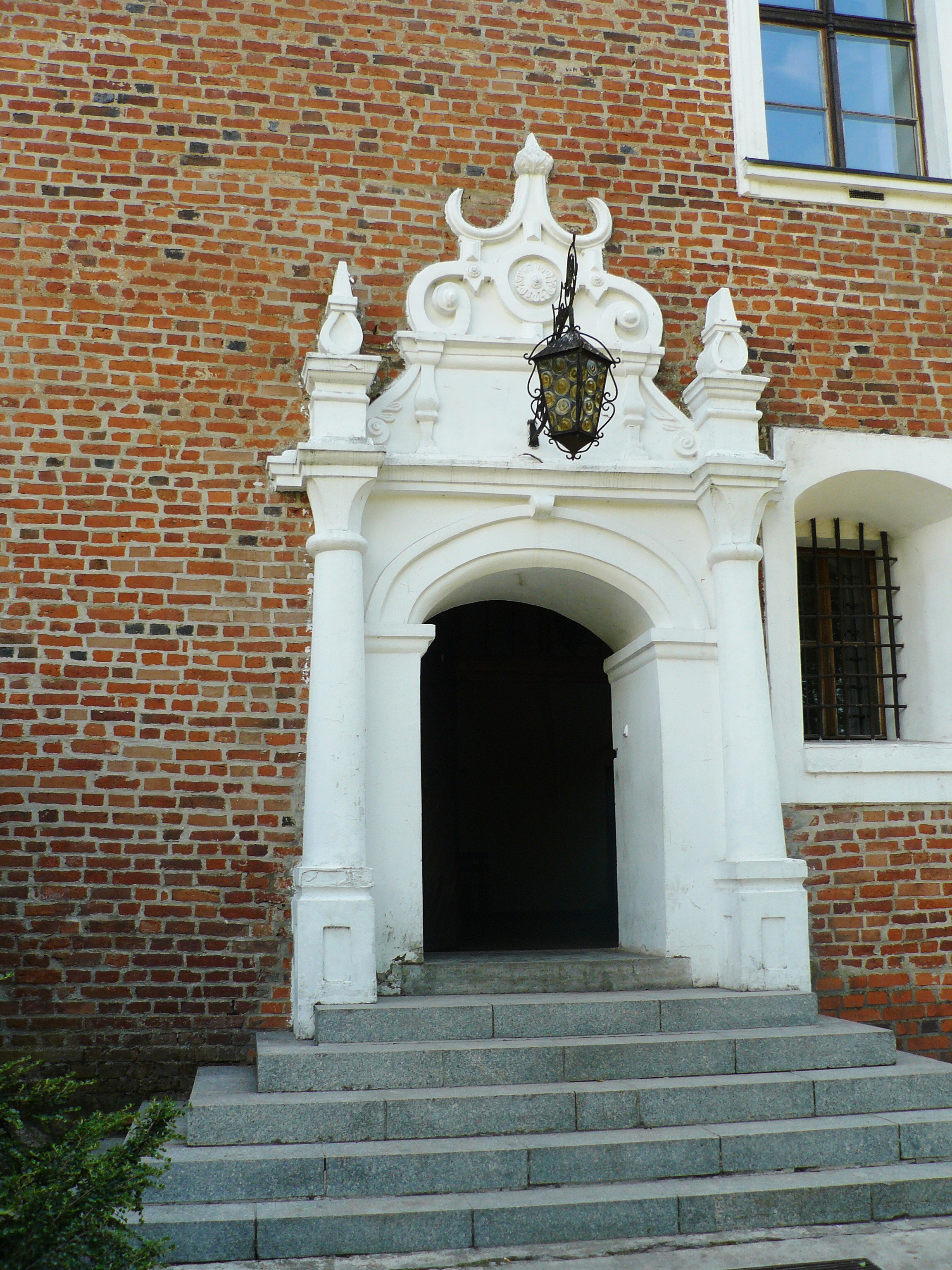
Portal
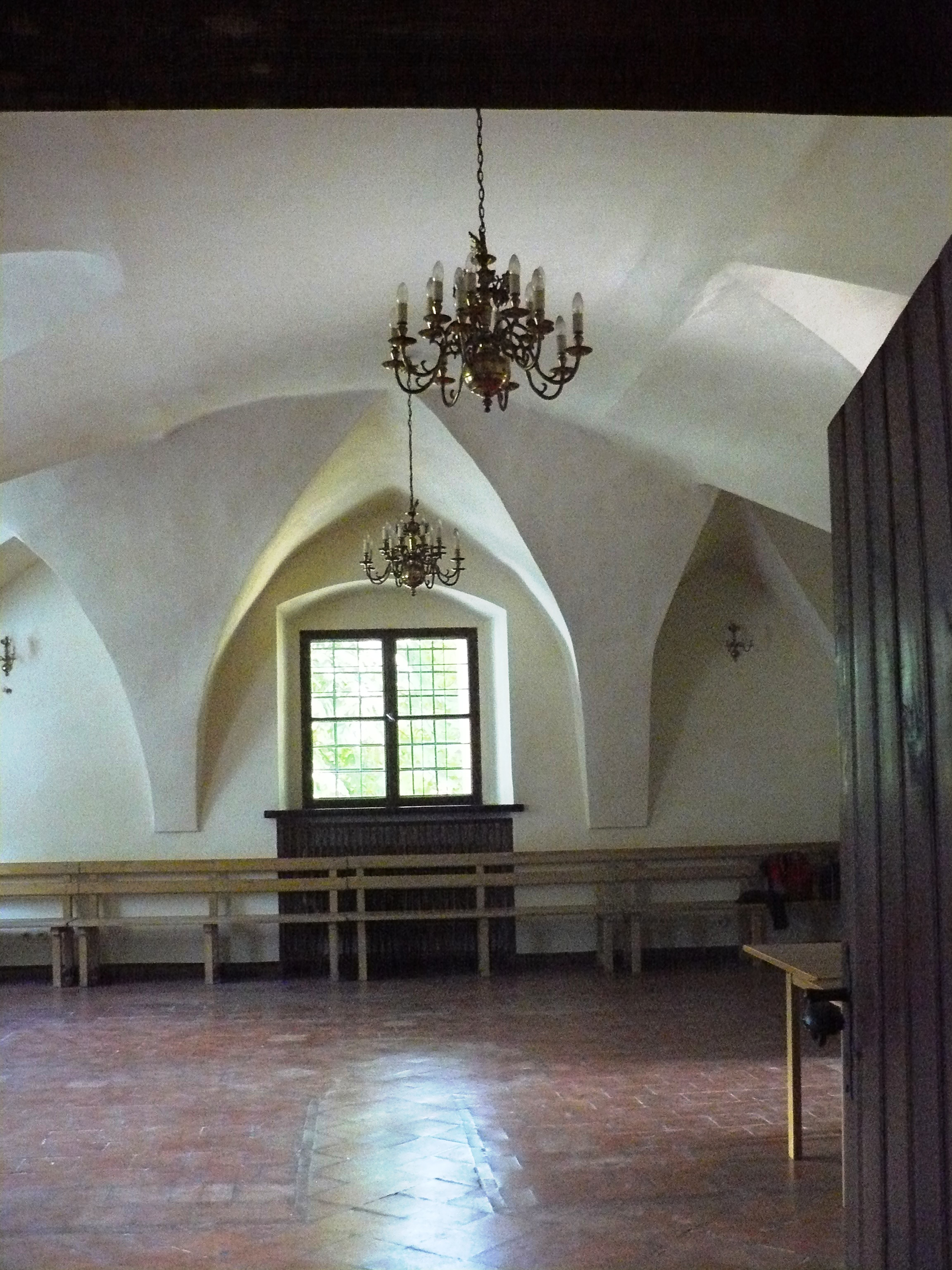
Wnętrze
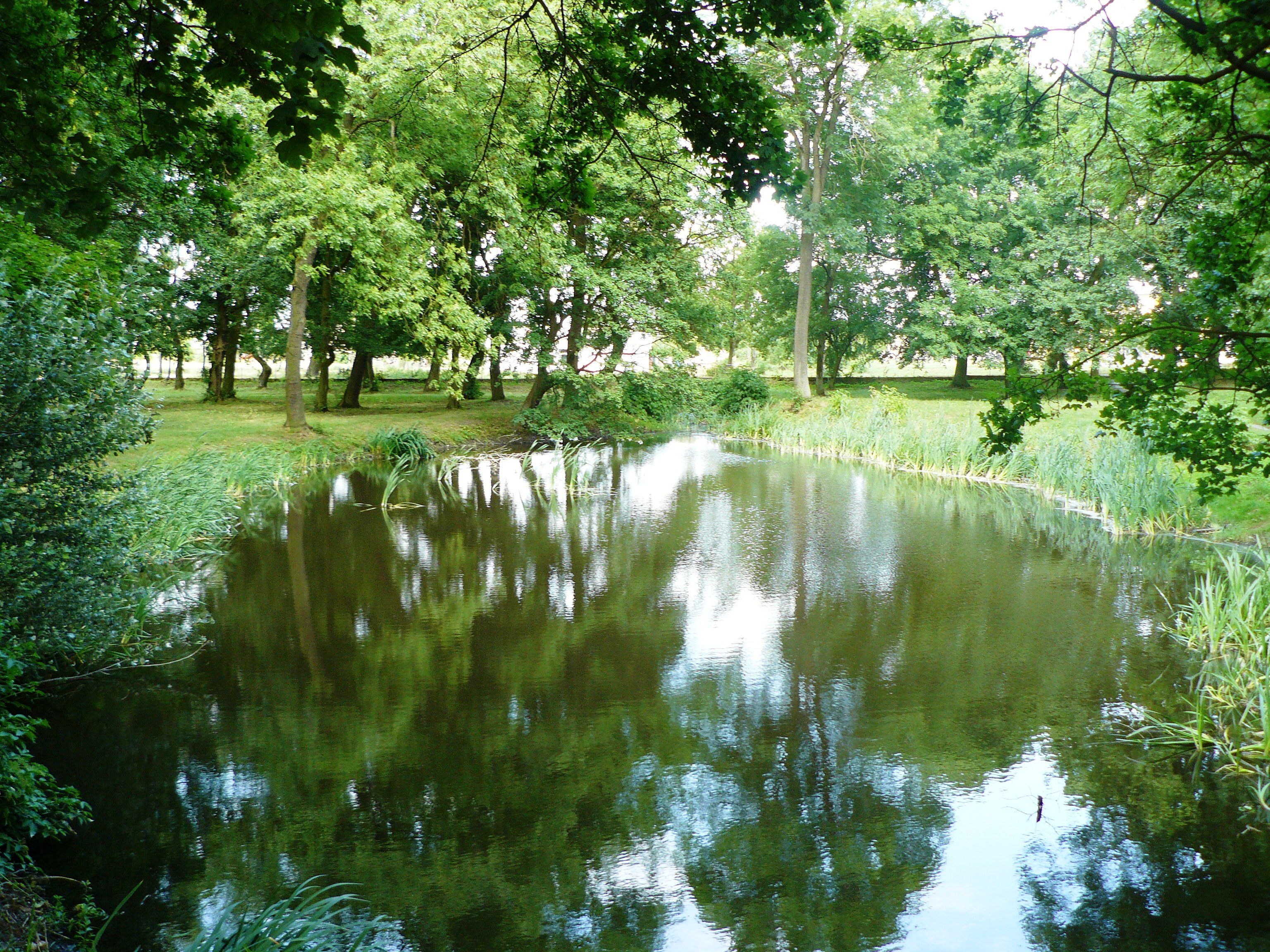
Park pałacowy
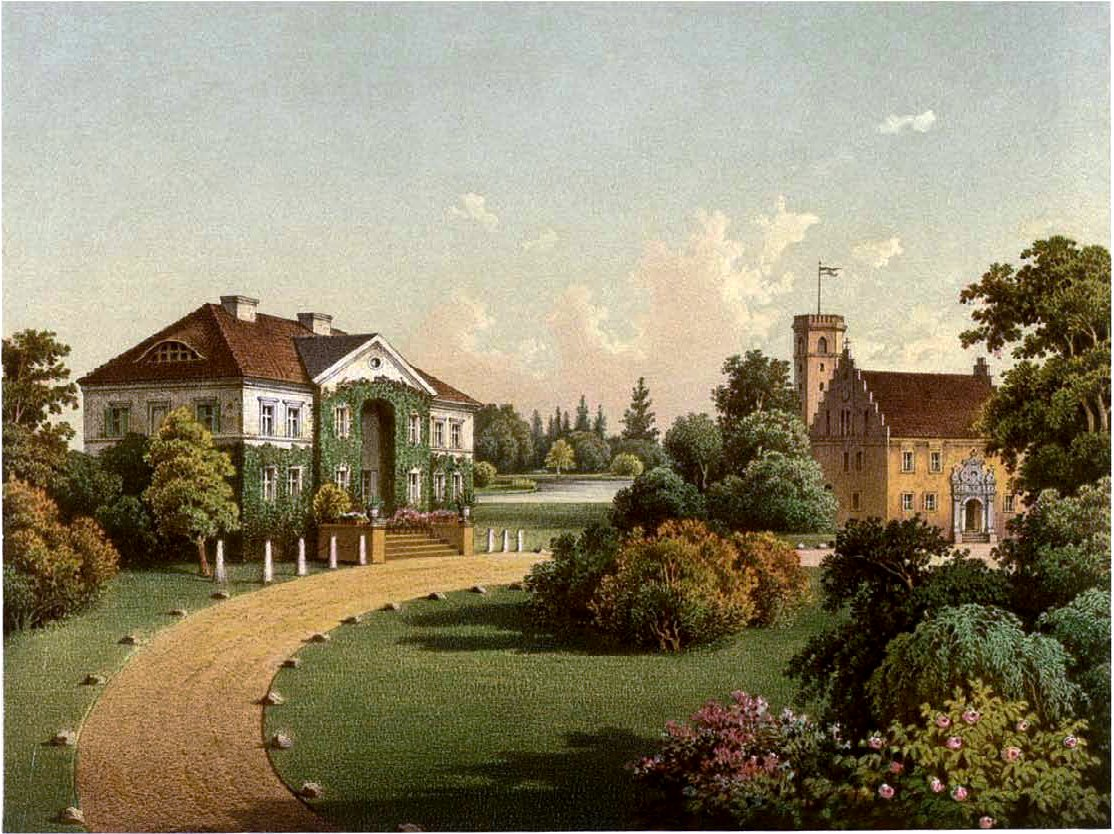
Dwór i pałac w 1. połowy XIX w.